# Marcelo Savignone
Marcelo Savignone (n. 23 de marzo de 1973) es un actor, director, dramaturgo y docente teatral argentino. Lic. en Filosofía

## Carrera
En 1991, comenzó a estudiar teatro mientras estudiaba para el ingreso a la carrera de Medicina.
En 1996 fundó su propia compañía de improvisación llamada Sucesos argentinos.
En 1997 viajó a Cuba para estudiar circo y percusión.
En el 2001, tomó la dirección artística de Belisario Teatro. En ese año la compañía de improvisación se convierte en Compañía teatral Sucesos argentinos, que queda bajo su dirección. Estrenó allí su primer material llamado La Esperata. A fines de 2001 presentó Mojiganga, una obra teatral que se caracterizaba por la improvisación con máscaras.
En enero de 2004 el exdirector pedagógico de la Escuela de Lecoq, Tomas Prakitt, invitó a Marcelo Savignone a Londres en donde se especializó en Melodrama, Grotesco y Pedagogía teatral, otorgándole una beca de estudio. En 2004 estrenó Brazos quiebran, inspirado en Los payasos de Fellini y apoyado por el LISPA. En ese año continua con las improvisaciones con la temática de un recital de rock llamado En sincro.
En 2005 estrenó Felis, material inspirado en el grotesco. En televisión, en ese año, actuó en Algo habrán hecho por la historia argentina en su primera temporada.
En 2008 fue nominado a los Premios Florencio Sánchez junto a Lautaro Delgado, Esteban Meloni y Andrés Molina.
En 2009 actuó en Botineras, telenovela de Telefé, en donde interpreta a Bacari, el representante del futbolista Chiqui Flores (Nicolás Cabré).
En el 2007 crea Suerte, unipersonal basado en el suicidio.
Durante el 2008 participó de la obra La vuelta al mundo interpretando a Passpartout, papel por el que fue nominado como Mejor actor de reparto en los premios Florencio Sánchez.
En el 2009 participa de la obra La cocina de Arnold Weksler en el Teatro Regio. También en ese año se estrenan obras que nacen del trabajo con sus alumnos avanzados entre ellas, De noche, El deseado, El Palmar y Tape, todas presentadas en Belisario.
En el 2010 se estrena Hamlet en el C.C. Cooperación, donde realiza la dirección de los cómicos e interpreta a Laertes.
Es convocado por el IUNA para dirigir el proyecto de graduación 2010 de donde surgió la obra Detrás, con exitosa temporada en C.C. Konex y que participó en el Festival de Angers (Francia) y nuevamente en 2011 creando Matrioska, mientras se pueda. 
En el 2010 estrenó Vivo (unipersonal de improvisación con máscaras Balinesas), trabajo que ha obtenido amplio reconocimiento en diferentes partes del mundo, participó en festivales de diferentes ciudades como Wuerzburg (Alemania), Lima (Perú), Santiago de Chile, Madrid y Barcelona (España), Belo Horizonte y San Pablo (Brasil). También Marcelo Savignone es invitado por el LISPA para dictar un seminario de máscaras balinesas y una muestra del espectáculo de Vivo en inglés. En 2017 ha recibido el premio Estrella de mar al Mejor Unipersonal.
Su unipersonal HxH, Hamlet por Hamlet fue seleccionado para el I Festival Shakespeare, el programa de Formación de espectadores y la Fiesta CABA 2012.
Un Vania ha sido seleccionado para el FIBA 2013, la Fiesta CABA 2013, Festival Cervantino de Azul y el I Festival de Teatro Clásico Universal de Buenos Aires. Ha recibido la mención de trabajo destacado en los Premios Teatro del Mundo en los rubros: Dirección, Adaptación, Actuación, Escenografía, Iluminación y Objetos, Accesorios y Mecanismos Escénicos. Marcelo Savignone está nominado como Mejor actor protagónico en los premios Florencio Sánchez.
Luego estrena tres nuevas obras surgidas del trabajo de los alumnos de su Estudio: Boda, Negro sobre negro en 2015 y Antes de antes en 2016.
Su pieza Ensayo sobre La Gaviota ha recibido el apoyo de Iberescena y las nominaciones a los Premios ACE en las ternas Mejor espectáculo Alternativo y Revelación femenina (Belén Santos). En los premios Teatro del Mundo ha recibido las siguientes nominaciones: Actor y adaptación (Marcelo Savignone), Iluminación (Ignacio Riveros), Escenografía (Lina Boselli), Diseño de títeres y objetos (Flavio Pagola) y Fotografía (Cristian Holzmann).
En 2015 estrena en el ciclo Teatro Bombón Mis tres hermanas, una adaptación breve del clásico de Chéjov y participa del Ciclo de poesía argentina en escena del Teatro Nacional Cervantes.
En 2016 estrena dos nuevas propuestas: AHORA. Homenaje a la Commedia dell´arte, un trabajo unipersonal con máscaras del tradicional territorio, cocreado junto a Alfredo Iriarte; y Mis tres hermanas. Sombra y reflejo, abordando nuevamente a Chéjov con una dinámica adaptación del clásico Tres hermanas. La obra ha recibido el premio Luisa Vehil 2016 en el robro Escenografía y nominada en el rubro de Dirección. En los premios Teatro del Mundo fue trabajo destacado en Adaptación. A su vez, las dos obras han sido seleccionadas para formar parte de la Fiesta CABA 2017.
En 2018 estrena CRUEL. Una pieza teatral fundada en Ricardo III (Trabajo en proceso), ganadora del premio a la producción del Centro Cultural Recoleta, Ensueño, una producción del Complejo teatral de Buenos Aires interpretada por el Ballet Contemporáneo y Los Cardos, una creación del Estudio Marcelo Savignone.
En 2019 estrena una nueva producción: The King, basada en Rey Lear, ganadora de la Beca de Creación del Fondo Nacional de las Artes.
En 2020 estrena Cuerpo, un trabajo enmarcado en la Residencia para la Creación del Instituto ProDanza, que indaga sobre la filosofía práctica de Spinoza y se estrena en el marco del FIBA 2020, realizando posteriormente funciones en Ecuador y España antes de su temporada en Buenos Aires.
En el medio audiovisual ha participado en el film Caídos del mapa de Leandro Mark y Nicolás Silbert y La suerte está echada de Sebastián Borestein y en televisión en: Lo que el tiempo nos dejó, Botineras, Son de fierro, Sos mi vida, ½ falta, Locas de amor, Algo habrán hecho, Tiempo final, Horizontes lengua, Dromo, Delicatessen, Un año para recordar, Los únicos, El show de Molina, El donante, La casa, El mal menor y Fábricas..
Desempeña su rol docente desde 1998 dictando seminarios y workshops en España, Perú, Colombia, Chile, Inglaterra y Alemania. Se ha formado con maestros como R. Bartis, P. Audivert, C. Moreira, R. Sokolowicz, G Angelelli, G. Chame, S. Rivero, D. Casablanca, M. Kartún, Andrés Pérez Araya, Augusto Boal, Philipp Glass, Jos Houben, Sotigui Kouyaté, Hassane Kouyaté, J.J. Lemetre y Alain Platel. También asistió a workshops dictados en Francia, Italia y España. Por su Estudio han pasado más de 6000 alumnos y formó parte del equipo docente del Théâtre Organic. En 2017 ingresa como docente de Actuación III en el Profesorado de la Escuela Metropolitana de Arte Dramático de la Ciudad Autónoma de Buenos Aires.

## Televisión
1. Recordando el show de Alejandro Molina
2. Lo que el tiempo nos dejó
3. Delicatessen
4. Locas de amor
5. 2002 - Tiempo final - Ep: El fronterizo
6. 2002/3 - Rebelde Way - Franco Colucci
7. 2005 - Algo habrán hecho por la historia argentina -
8. 2005/06 - 1/2 falta - Gervasio Salvetti
9. 2006/07 - Sos mi vida - El tano (mecánico)
10. 2007/08 - Son de fierro
11. 2007 - Horizontes (Encuentro) - Conductor
12. 2009 - Dromo - Ep: Árbol familiar
13. 2009-10 - Botineras - Bacari
14. Un año para recordar
15. 2011 - Los Únicos
16. 2011 - Vindica - Horacio Muñoz
17. 2012 - Mi amor, mi amor -
18. 2012/13 - Dulce amor - Marcos Guerrero
19. 2015 - Fábricas
20. 2015 - El mal menor - Fabián
21. 2015 - La casa - Diego Fabro

## Cine
- La suerte está echada de Borenstein.
- Caídos del mapa

## Teatro[4]
| Año              | Título                                                                   | Rol                                                                    | Teatro |
| ---------------- | ------------------------------------------------------------------------ | ---------------------------------------------------------------------- | --- |
| 2011             | Matrioska                                                                | Autor y director                                                       | IUNA |
| 2011             | HxH. Hamlet por Hamlet                                                   | Autor, director e intérprete                                           | Belisario Teatro |
| 2010             | Vivo                                                                     | Autor, director e intérprete                                           | Konex |
| 2010             | Del ropero al closet                                                     | Actor                                                                  | Teatro Nacional Cervantes |
| 2010             | Hamlet de Shakespeare                                                    | Actor                                                                  | Centro Cultural de Cooperación Floreal Gorini |
| 2010             | Detrás                                                                   | Autor y director                                                       | IUNA |
| 2008             | La vuelta al mundo                                                       | Actor                                                                  | Teatro Metropolitan |
| 2007             | Arlequino servidor de dos patrones                                       | Actor                                                                  | Teatro General San Martín |
| 2007             | Suerte                                                                   | Autor, director e intérprete                                           | Belisario Teatro |
| 2006             | El vuelo                                                                 | Autor, director e intérprete                                           | Belisario Teatro |
| 2005             | Felis                                                                    | Autor, director e intérprete                                           | Belisario Teatro |
| 2004             | Brazos, quiebran                                                         | Director e intérprete                                                  | Belisario Teatro |
| 2004             | En sincro                                                                | Autor, director e intérprete                                           | Belisario Teatro |
| 2004-2002        | Cinemascope                                                              | Creación colectiva dirigida por Sucesos argentinos y Marcelo Savignone | Belisario Teatro |
| 2003             | Comeclavos                                                               | Autor y director Iosi Havilio                                          | Belisario Teatro |
| 2003             | Unísono                                                                  | Autor y director                                                       | Belisario Teatro |
| 2002             | Clásico                                                                  | Creación colectiva dirigida por Sucesos argentinos y Marcelo Savignone | Belisario Teatro |
| 2002             | Lomorto, carnivali dramático                                             | Creación colectiva dirigida por Pompeyo Audivert                       | |
| 2002 – 2001      | Mojiganga                                                                | Creación colectiva dirigida por Marcelo Savignone                      | Belisario Teatro |
| 2001             | La esperata                                                              | Autor, director e intérprete                                           | Belisario Teatro |
| 2001             | Sucesos en swing                                                         | Creación colectiva dirigida por Sucesos argentinos y Marcelo Savignone | Belisario Teatro |
| 2000             | El pasajero del barco del sol                                            | Actor                                                                  | Teatro Nacional Cervantes |
| 2000             | Bien de amores (textos del Siglo de Oro español)                         | Actor                                                                  | Museo de Arte Español Enrique Larreta |
| 2000             | Pasión de multitudes                                                     | Creación colectiva dirigida por Sucesos argentinos                     | Teatro IFT. |
| 2000-1998 y 1995 | Match de improvisación competencia deportivo- teatral de improvisaciones | Actor                                                                  | (Medellín-Colombia, Follónica-Italia, Marcq en Baroeul Lille-Francia) |
| 1999             | Pasión de multitudes                                                     | Creación colectiva dirigida por Sucesos argentinos                     | Teatro Empire y Teatro de la Comedia. |
| 1998-1996        | Humor a puro smowing                                                     | Creación colectiva dirigida por Sucesos argentinos                     | Teatro Asura (Madrid, España), Sala Nasa (Santiago de Compostela, España) y Teatro Piccolo. Participación en BsAs no duerme (1y 2) y 1.er Festival Internacional de BsAs. Improvisación |
| 1998             | El exilio de los dioses                                                  | Creación colectiva dirigida por Daniel Casablanca                      | Teatro IFT |
| 1996             | La Salamanca                                                             | Actor                                                                  | Centro cultural R. Rojas |

## Premios
2008 Nominación Premio Florencio Sánchez, por el papel de “Passepartout” en La vuelta al mundo.
2013 Nominación Premio Florencio Sánchez por el papel de “Vania” en Un Vania.
2014 Nominación Premio Trinidad Guevara por su labor como director en Un Vania.
2018. Ganador del Premio Estrella de mar a mejor espectáculo por la obra Vivo.
2019 Nominación Premio Trinidad Guevara por el papel “Ricardo III” en Cruel.
2021 Nominación a los Premios Luisa Vehil por su labor como actor en la obra Cuerpo.
2021 Ganador del Premio CTBA para su obra Cuerpo III (Basada en Paul Ricouer).
2023 Nominación Premio Trinidad Guevara por su papel en Cuerpo.
2023 Nominación Premio María Guerrero en obra unipersonal por De Interpretatione